# Kello (Oulu)
Kello (en finnois : Kellon kaupunginosa) est  un  quartier du district de Kello de la ville d'Oulu en Finlande.

## Description
Le quartier compte 5 973 habitants (31.12.2018).

## Galerie

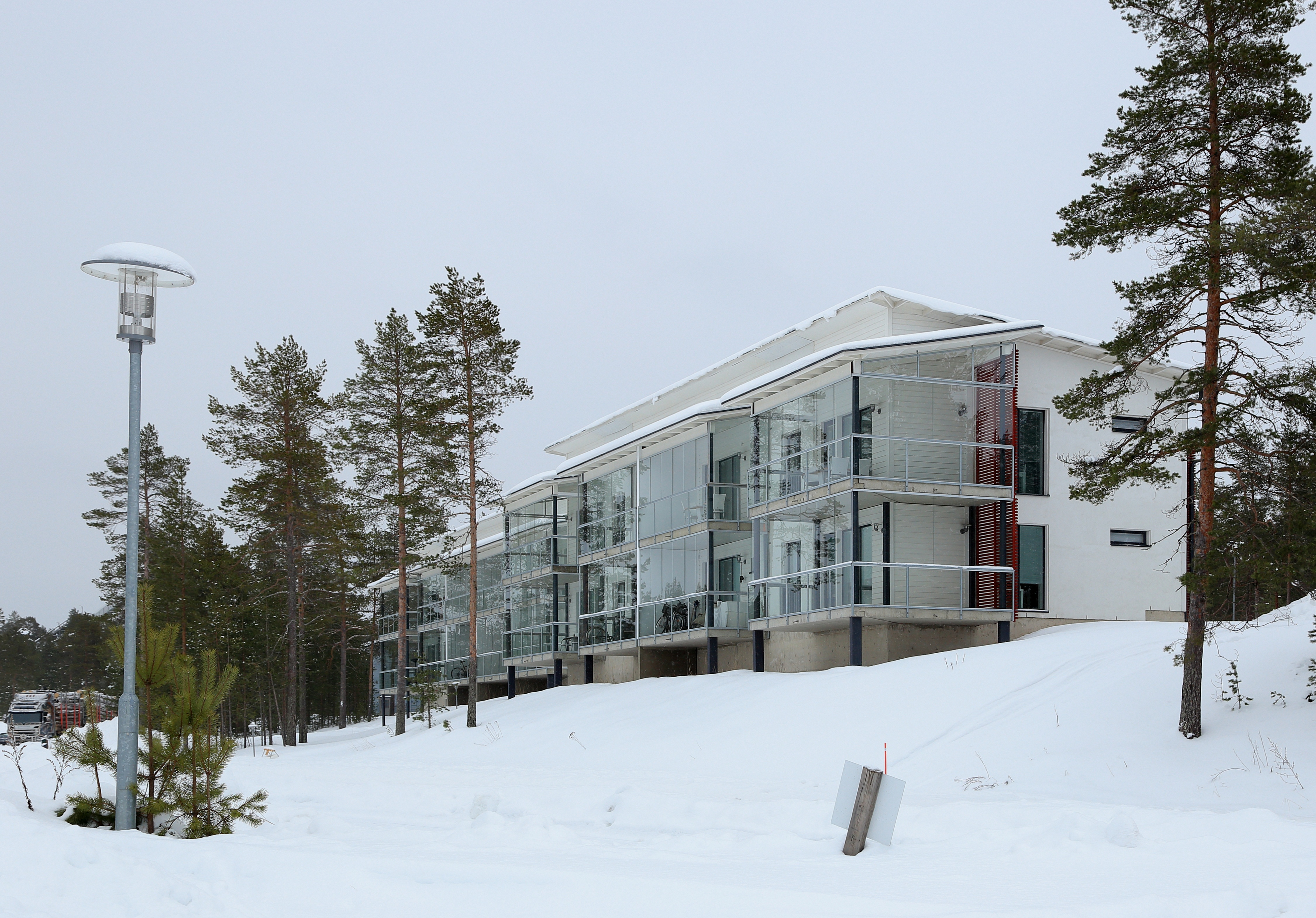
Virpiniementie 508.
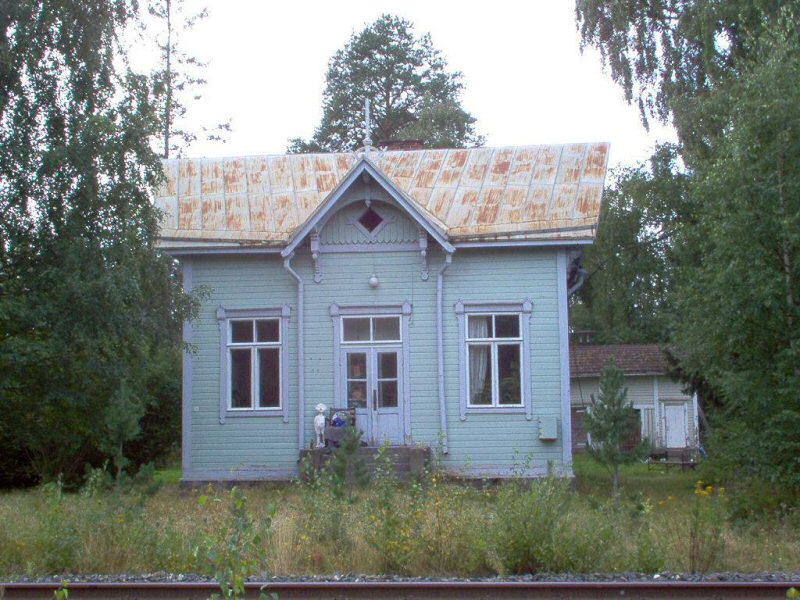
Ancienne gare de Kello.
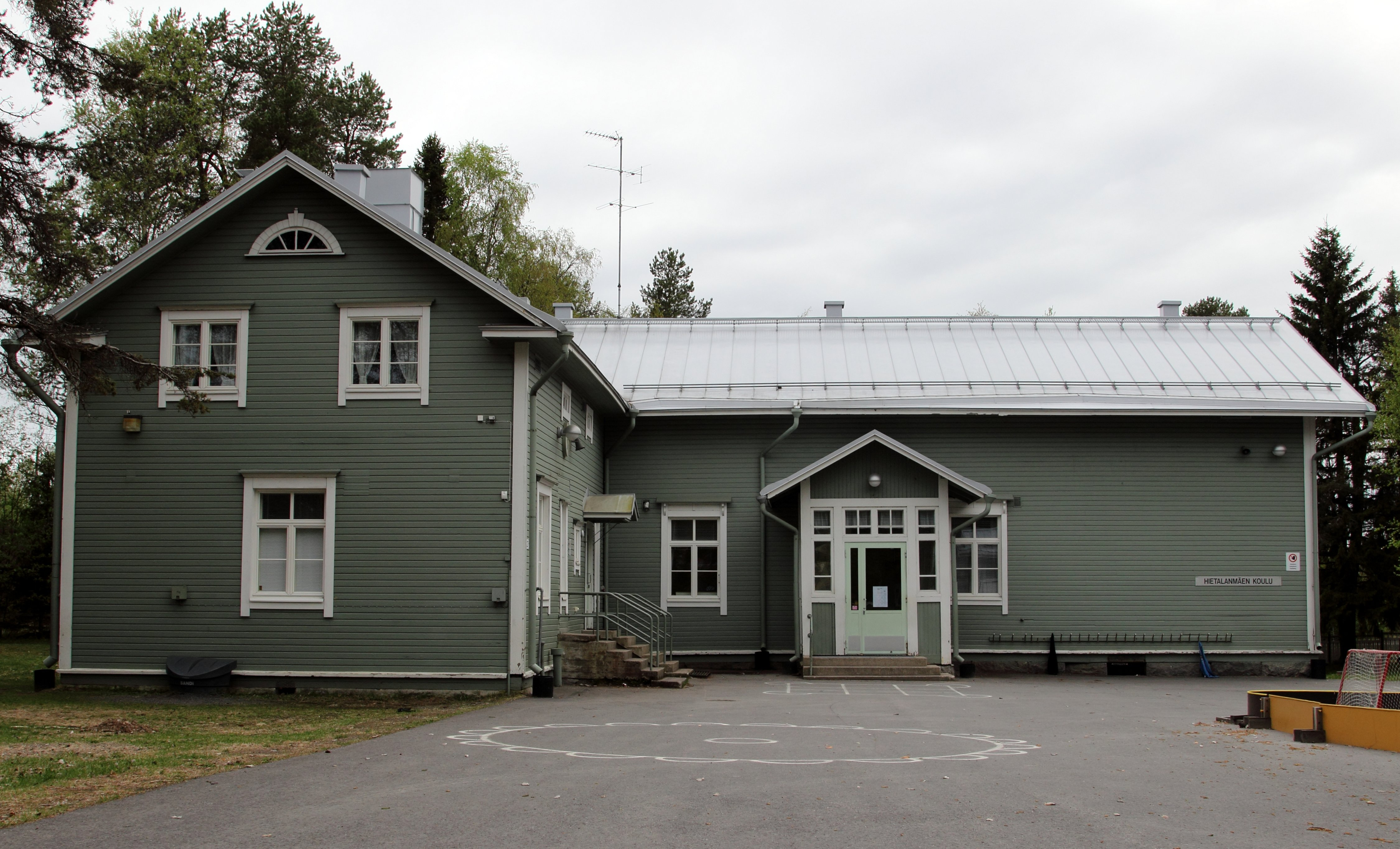
École de Hietalanmäki.